# Ausra Fridrikas
Ausra Fridrikas; z domu: Aušrelė Žukienė; wcześniej także Aušrelė Fridrikas (ur. 30 kwietnia 1967 w Oranach) – urodzona na Litwie, była austriacka piłkarka ręczna, reprezentantka Austrii, rozgrywająca, olimpijka.
Reprezentowała także ZSRR. W 1999 r. została wybrana najlepszą piłkarką ręczna na Świecie.
Od 1995 r. ma obywatelstwo austriackie.
W 1990 r. zdobyła mistrzostwo Świata.
Karierę sportową zakończyła w 2008 r. Jej mężem jest Robertas Fridrikas, litewski piłkarz.

## Sukcesy
- Mistrzostwa Świata:
  -  1990
  -  1999
- Mistrzostwa Europy:
  -  1996

## Nagrody indywidualne
- 1998: najlepsza lewa rozgrywająca mistrzostw Europy
- 1999: MVP mistrzostw Świata
- 1999: najlepsza lewa rozgrywająca mistrzostw Świata
- 2001: najlepsza strzelczyni mistrzostw Świata (87 bramek)

## Wyróżnienia
- 1999: najlepsza piłkarka ręczna roku na Świecie